# Michel Huygen
Michel Huygen es un músico y compositor español de origen belga de música electrónica.

## Biografía
Huygen nació en Kisangani (República Democrática del Congo). 
Comenzó su carrera en la década de 1970 como miembro de varias bandas de rock psicodélico.
En 1976 fundó Neuronium, junto a Carlos Guirao, Albert Giménez y otros músicos. Pronto los demás miembros abandonaron la banda y Huygen se quedó solo.
Huygen ahora hace álbumes bajo su propio nombre y también bajo el de Neuronium. El primer álbum oficial de Neuronium fue Quasar 2C361 de 1977, es también el primer álbum de música electrónica 'cósmica' editado en España.  El propio Huygen acuñó un término para su música (y su vida): psicotrónica, que representaría un equilibrio entre cuerpo y mente.
Casi todos los álbumes de Huygens se publican en su propio sello o en Tuxedo Music. En los últimos años toda su música ha sido grabada en su propio estudio Alienikon en Barcelona.

## Álbumes
- album 01: (1977): Quasar 2C361 (Neuronium) (solo CD-Rom)
- album 02: (1978): Vuelo Quimico (Neuronium) (solo CD-Rom)
- album 03: (1980): Digital Dream (Neuronium)
- album 04: (1981): The Visitor (Neuronium)
- album 05: (1982): Chromium Echoes (Neuronium)
- album 06: (1982): Absence of Reality (Huygen)
- album 07: (1983): Invisible Views (Neuronium)
- album 08: (1984): Heritage (Neuronium)
- album 09: (1984): Capturing Holograms (Huygen)
- album 10: (1986): Barcelona 1992 (Huygen)
- album 11: (1987): Supranatural (Neuronium)
- album 12: (1988): From Madrid to Heaven (en directo) (Neuronium)
- album 13: (1989): Elixir (Huygen)
- album 14: (1990): Olim (Neuronium)
- album 15: (1990): Numerica (Neuronium)
- album 16: (1990): Intimo (Huygen)
- album 17: (1991): Extrissimo (Neuronium)
- album 18: (1992): Sybaris (Neuronium)
- album 19: (1992): En busca del misterio (Huygen)
- album 20: (1993): Oniria (Neuronium)
- album 21: (1994): Infinito (Huygen)
- album 22: (1995): Música para la buena mesa (Huygen)
- album 23: (1995): Sonar (Huygen)
- album 24: (1995): Astralia (Huygen)
- album 25: (1997): Psykya (por Neuronium)
- album 26: (1999): Ultracosmos (por Michael Huygen)
- album 27: (1999): Alienikon (por Neuronium)
- album 28: (2000): Directo al Corazón (Michael Huygen)
- album 29: (2001): Hydro (por Neuronium)
- album 30: (2002): Placebo
- album 31: (2002): Azizi (por Neuronium)
- album 32: (2005): Mystykatea (por Neuronium)
- album 33: (2006): Synapsia (por Neuronium)
- album 34: (2006): Angkor (por Michael Huygen)
- album 35: (2007): Irawadi (por Michael Huygen)
- album 36: (2008): Nihilophobia (por Neuronium)
- album 37: (2010): Krung Thep
- album 38: (2010): Etykagnostyka
- album 39: (2010): Hydro 2
- album 40: (2012): Exosomnia
- album 41: (2014): Nocny lot (en directo, por Neuronium)
- album 42: (2015): Jamais vu (Neuronium)
- 2017: Lysergic dream (Neuronium)
- 2018: Kryptyk (Neuronium)
- 2020: Neo (Michel Huygen con la London Symphony Orchestra)
- 2021: Alien spirit (Michel Huygen)

### Álbumes sin numerar
- (1987): Alma (remixes)
- (1993): In London (grabado en 1981 con Vangelis)
- (1996):  A Separate Affair  (con Vangelis)
- (1998): Oniria Neuromance (CD-Rom) (álbum recopilatorio)
- (1998): Oniria Neurotrance (CD-Rom) (álbum recopilatorio)
- (2000): Caldea Music (no es un álbum oficial, sino de Neuronium)
- (2003): Soplo Vital (Huygen)
- (2005): Chilled drive (colección)
- (2005): Sensorial (Huygen)

- (1990): Dalí ; una pista
- Magic Samui; Neurohysterya y Zen Driving son tres álbumes recopilatorios de 2009/2010.
- Signature ; álbum recopilatorio de 2023